# Courtenbachshof

Plan 1634

Der ehemalige Forsthof auch Courtenbachshof, Bockshof oder Klinkenbergshof genannt, stand in Düren, Nordrhein-Westfalen, an der oberen Oberstraße.
Der Forsthof entstand vermutlich in der Zeit der fränkischen Besiedlung. Da er später ein Erblehen wurde, hieß er auch Erbforsthof. Er gehörte zu den zwölf Forsthöfen im alten Königsforst um das heutige Düren. 
1361 besaß ein Heinrich Reyter den Erbforsthof als Lehen. Nach ihm übertrugen die Herzöge von Jülich das Lehen Mitgliedern der Familie Pael, Lewe, Vorne und Remplin, die alle zu den Dürener Schöffenfamilie gehörten. Durch einen Gütertausch erhielt der Junker Gilles von Geuenich am 9. Juni 1421 das Lehen. Die Familie Geuenich, die ihren Namen nach dem verschwundenen Ort Geuenich bei Inden führten, blieb ca. 100 Jahre Lehensträger des Hofes und stellte damit auch die Erbförster.
Die Erbtochter von Geuenich brachte den Hof an Gerhard von Quernheim, Schultheiß und Richter von Stadt und Amt Düren unter Herzog Johann. Ihre Tochter Sophie heiratete 1520 Johann Meyradt von Reifferscheidt, dessen Familie bis 1634 den Erbforsthof als Lehen innehatte. Bernhardt Meyradt verkaufte den Hof am 3. Oktober 1634 für 23 400 Königstaler an den Landesherren. Ein Drittel des Besitzes ging zwei Jahre später an den Jesuiten und hieß seitdem Jesuitenhof. Die restlichen zwei Drittel blieben als Erbforsthof bestehen, seit 1556 im Besitz der Familie Bock von Lichtenberg. Nach ihr wurde das Gut auch Bockshof genannt.
Der Name Courtenbachshof oder Cortenbachshof bürgerte sich ein, nachdem der Hof 1772 als Lehen an Wilhelm von Cortenbach übergegangen war. Ein weiterer Besitzer war Graf August von Schaesberg, der mit Isabella Margareta Freiin von Cortenbach verheiratet war.
1813 verkauften die Erben des Grafen den Hof an Eberhard Deutgen. Durch einen späteren Tausch gelangte der Hof an die Freifrau Anna von Plessen, die bei Rostock in Mecklenburg wohnte. Am 30. September 1852 verpachtete sie den Courtenbachshof an die Familie Klinkenberg für 1720 Taler. Diese Familie blieb in mehreren Generationen bis 1944 als Pächter auf dem Gut. Nach ihr benannte man den Hof auch Klinkenbergshof.
Friedrich Schoeller, Kommerzienrat und Tuchfabrikant in Düren, erwarb am 14. Februar 1855 den Hof von Anna von Plessen. In den Jahren 1857 bis 1859 ließ er die Hofgebäude neu errichten. Schoellers Tochter Ernestine heiratete am 15. Mai 1839 Richard Prym, dessen Kinder den Hof später erhielten und an mehrere Nachfolgegenerationen weitervererbten. Im Januar 1981 wurde der Hof, der als letzter landwirtschaftliche Betrieb innerhalb der Altstadt stand, abgebrochen und durch Wohnbauten ersetzt.